# Хощево (Лодзинське воєводство)
Хощево (пол. Choszczewo) — село в Польщі, у гміні Шадек Здунськовольського повіту Лодзинського воєводства.
Населення — 231 особа (2011).
У 1975-1998 роках село належало до Серадзького воєводства.

## Демографія
Демографічна структура станом на 31 березня 2011 року:
|          | Загалом | Допрацездатний вік | Працездатний вік | Постпрацездатний вік |
| -------- | ------- | ------------------ | ---------------- | -------------------- |
| Чоловіки | 107     | 26                 | 66               | 15                   |
| Жінки    | 124     | 30                 | 67               | 27                   |
| Разом    | 231     | 56                 | 133              | 42                   |